# Distretto di Galle
Il distretto di Galle è un distretto dello Sri Lanka, situato nella provincia Meridionale e che ha come capoluogo Galle.

## Storia
Il distretto assurse alla cronaca mondiale allorché il 26 dicembre 2004, nei pressi del villaggio di Peraliya, un treno affollato che viaggiava sulla ferrovia costiera venne colpito da un maremoto: conosciuto anche come disastro della Regina del Mare, tale incidente ferroviario risulta il più grave nella storia per numero di vittime registrando più di 1.700 morti.